# Stephen Kozmeniuk
Stephen Kozmeniuk (Whitehorse, 1982), também conhecido como Koz, é um produtor musical, compositor, engenheiro de som e instrumentista canadense.